# Cù Thị Huỳnh Như
Cù Thị Huỳnh Như (sinh ngày 7 tháng 8 năm 2000 tại Long An) là một nữ cầu thủ bóng đá người Việt Nam ở vị trí hậu vệ. Cô hiện đang thi đấu cho Câu lạc bộ bóng đá nữ Thành phố Hồ Chí Minh I. Cô từng cùng Đội tuyển U-19 nữ quốc gia Việt Nam tham dự Giải vô địch bóng đá nữ U-19 châu Á 2019.